# Christian Bitter
Christian Bitter (* 30. Oktober 1878 in Rohrbach; † 24. Mai 1950 in Heidelberg) war von 1913 bis 1927 Bürgermeister von Rohrbach und gehörte von 1913 bis 1918 der zweiten Kammer der Badischen Ständeversammlung an. 

## Leben
Er besuchte bis zur Obersekunda das Gymnasium in Heidelberg und wurde dann Eisenbahngehilfe. 1900 legte er die Prüfung zum Eisenbahnassistenten ab und stieg 1903 zum etatmäßigen Eisenbahnsekretär auf. In seinem Heimatort Rohrbach engagierte er sich vielfältig politisch und gesellschaftlich und wurde dort 1913 zum Bürgermeister gewählt. Zu seinen besonderen Verdiensten zählen die Anlage der Obstbauanlage auf dem Boxberg und die Neugestaltung des Rohrbacher Friedhofs. 
Von 1913 bis 1918 gehörte er als Abgeordneter des 55. Wahlbezirks (Amtsbezirk Heidelberg und Teile des Amtsbezirks Wiesloch) der II. badischen Kammer an, wo er zur nationalliberalen Fraktion zählte und Mitglied der Budgetkommission und der Kommission für Justiz und Verwaltung war. Er nahm rege am parlamentarischen Leben teil, wobei er sich neben den Kommissionsthemen auch insbesondere für Belange des Eisenbahnbaus einsetzte. 1914 wurde er zum Militär eingezogen, kehrte jedoch nach einer schweren Verwundung 1915 und einem Lazarettaufenthalt in Chauny zunächst nach Rohrbach zurück, wurde dann im Frühjahr 1916 jedoch nochmals als Kommandant des Betriebsamts bei der Militär-Eisenbahn-Direktion 3 nach Belgien berufen, bevor er im Herbst 1916 endgültig vom Militär beurlaubt wurde.
Bürgermeister von Rohrbach blieb Bitter bis zur von ihm verfochtenen Eingemeindung des Ortes nach Heidelberg 1927. Danach gehörte er bis 1933 dem Heidelberger Stadtrat an, außerdem war er auf Lebenszeit in den kommunalen Dienst der Stadt Heidelberg übernommen worden, wo er das Kommunalamt und das Gemeindegericht leitete. Am 21. August 1939 beantragte er die Aufnahme in die NSDAP und wurde zum 1. Januar 1940 aufgenommen (Mitgliedsnummer 7.813.444). Ab 1941 stand er dem Rechtsamt der Stadtverwaltung vor. Im Mai 1945 trat er altersbedingt in den Ruhestand.